# Polom u Potštejna
Polom ist eine Gemeinde in Tschechien. Sie befindet sich elf Kilometer nordwestlich von Ústí nad Orlicí und gehört zum Okres Rychnov nad Kněžnou.

## Geographie

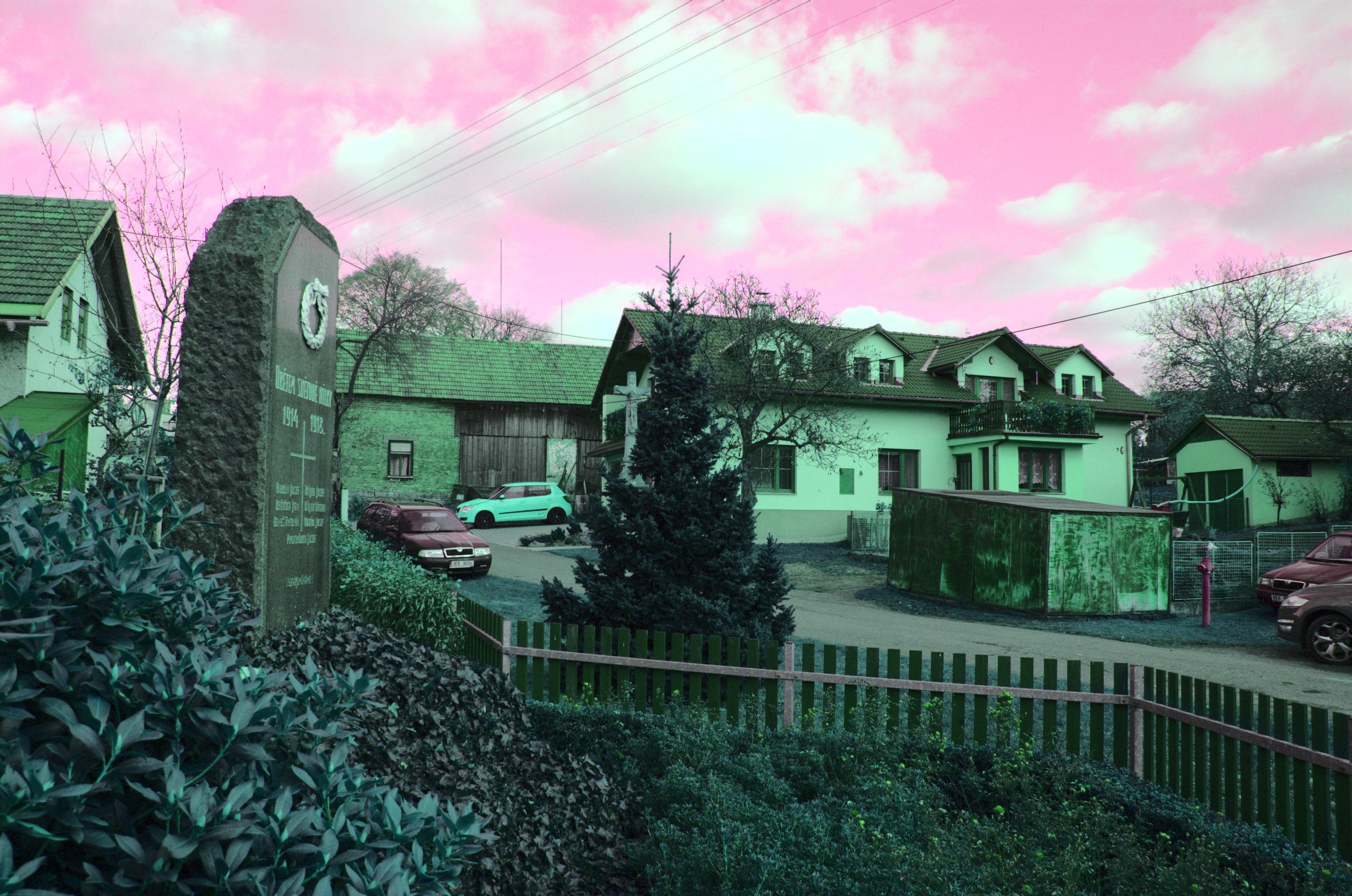
Ortsmitte von Polom

Polom liegt zwischen den Tälern der Flüsse Wilde Adler und Brodec auf der Chotzener Tafel (Choceňské tabule).
Nachbarorte sind Potštejn im Norden, Brná im Nordosten, Sopotnice im Osten, Hájek und Malá Skrovnice im Süden, Sudslava im Südwesten, Lhoty u Potštejna im Westen sowie  Nové Litice und Proruby im Nordwesten.

## Geschichte
Die erste urkundliche Erwähnung von Polom stammt aus dem Jahre 1495.

## Gemeindegliederung
Für die Gemeinde Polom sind keine Ortsteile ausgewiesen. Zu ihr gehört die Ortslage Hájek (Hain).

## Sehenswürdigkeiten
- Kapelle in Hájek